# ハッサン・ラハヤ
ラデン・ハジ・ムハマド・ハッサン・ラハヤ（インドネシア語: Raden Haji Muhammad Hasan Rahaya 、1922年12月22日 - 2014年11月30日）は、インドネシアの政治家、実業家。
開発統一党（PPP）に所属し1977年-1982年国民協議会議員。広島市への原子爆弾投下で被爆した南方特別留学生ハッサン・ラハヤとして知られている。慶應義塾大学法学部政治学科卒業。息子の一人がフレディ・ハッサン。

## 来歴
オランダ領東インドボゴール生まれ。
1942年ジャカルタ宗教師範学校を卒業後、ジャカルタ第7国民学校に教員として勤務する。そこへ太平洋戦争勃発後進行してきた旧日本軍がオランダを排除したことにより、日本の統治が始まる。同年12月日本軍政監部で働き始める。そして南方特別留学生2期生に選抜され1944年来日、国際学友会日本語学校での語学研修の後、1945年4月旧制広島文理科大学（現広島大学）へ入学し教育学を専攻した。なお、2期生は研修中東京大空襲に遭遇している。
1945年8月6日、爆心地から約1.5kmに位置した大学構内（広島高等師範学校ピアノ室）でアリフィン・ベイ（のち神田外語大学名誉教授）と2人で正木修教授から物理学を受講中に被爆する。正木が黒板に向かって何かを書こうとしていた時に被爆し、3人共倒壊した家屋に埋もれたがハッサンとベイは自力で脱出することができたものの、正木にとっては最期であった。その後大学の校庭に野宿しながら他の日本人被爆者の救助に尽力している。なお当時広島で直接被爆した南方特別留学生は9人、うちインドネシア人はハッサンを含めて5人で、うちハッサンは最後のインドネシア人存命者になる。
戦後東南アジアの国々は日本から元の統治国へ主権が戻り、南方留学生はそれぞれの統治国指示のもと帰国することになった。ただこの時点でインドネシア独立戦争が勃発していた。インドネシア系留学生にとってこの時点での帰国はオランダ臣民を認めたことになるとして彼らの多くは帰国を拒否し、日本に残って国際学友会からの奨学金あるいは自分でアルバイトをしながら勉学に励んだ。ハッサンによると、インドネシア政府側から帰国指示があったが、日本に残って勉強を続けたという。神奈川県のアメリカ軍池子弾薬庫で働いてお金を貯め、同時に1947年文部省教育研究所で実習、同年東京文理科大学で聴講生、1948年慶應義塾大学法学部政経学部本科へ進学し1951年卒業する。
大学卒業後は大阪の貿易会社に勤務した後、1952年帰国しジャカルタで海運会社経営に関わった。1956年インドネシア・日本友好機関（のちのインドネシア・日本友好協会）設立に携わった。1966年同協会が創立した日本文化学院（現ダルマプルサダ大学）では初期には教壇に立ち日本の文化や日本語を教えていたという。
1970年ジャマルディン・マリク(Jamaluddin Malik)国民協議会議員の私設顧問、1976年からナフダトゥル・ウラマー党イダム・ハリド国民協議会議長および最高諮問会議議長の私設顧問を務めた。1977年開発統一党（PPP）から立候補し国民協議会議員に当選し任期5年務め、1982年から1987年まで最高諮問会議委員を務めた。スハルトによる開発独裁政権下で政治・経済分野を担当した。息子のフレディ・ハッサンによると、1980年前後はアメリカにいた。
1986年ダルマプルサダ大学開校の際には、創立者の一人として名を連ねた。
2005年春の外国人叙勲で旭日中綬章受章。2013年2月、その時点で存命の南方特別留学生の1人であるハッサンに対し広島大学は名誉博士号を授与する。
2014年11月30日、ジャカルタで死去。91歳没。